# چچینا (ایوانگیتسا)
چچینا (به صربی: Čečina) یک روستا در صربستان است که در ایوانئیتسا واقع شده‌است. چچینا ۲۰٫۹۳ کیلومتر مربع مساحت و ۱۹۰ نفر جمعیت دارد.